# Elene Guedevanishvili
Elene Guedevanishvili (en georgiano: ელენე გედევანიშვილი; Tiflis, URSS, 7 de enero de 1990) es un deportista georgiano que compitió en patinaje artístico, en la modalidad individual. Ganó dos medallas de bronce en el Campeonato Europeo de Patinaje Artístico sobre Hielo, en los años 2010 y 2012.

## Palmarés internacional
| Campeonato Europeo | Campeonato Europeo      | Campeonato Europeo | Campeonato Europeo |
| Año                | Lugar                   | Medalla            | Categoría          |
| ------------------ | ----------------------- | ------------------ | ------------------ |
| 2010               | Tallin (Estonia)        | Medalla de bronce  | Individual         |
| 2012               | Sheffield (Reino Unido) | Medalla de bronce  | Individual         |